# Charaxes cunctator
Charaxes cunctator är en fjärilsart som beskrevs av Hans Fruhstorfer 1914. Charaxes cunctator ingår i släktet Charaxes och familjen praktfjärilar. Inga underarter finns listade i Catalogue of Life.